# 宇宙環境技術ラボラトリー
宇宙環境技術ラボラトリー（うちゅうかんきょうぎじゅつラボラトリー）は小型衛星、高速大容量通信、高精度測地、リモートセンシング、物質創成、観光、探検、エネルギー発生といった次世代の宇宙利用を達成するために必要な耐宇宙環境技術の研究開発を行うことを目的とした九州工業大学の教育研究施設。宇宙航空研究開発機構（JAXA) の小惑星探査機「はやぶさ」等の人工衛星の試験を行う。

## 所在地
- 〒804-8550北九州市戸畑区仙水町1番1号九州工業大学工学部（戸畑キャンパス） 総合研究棟